# Tormenta tropical Debby (2006)
La tormenta tropical Debby  fue la quinta tormenta tropical de la temporada de huracanes del Atlántico de 2006. Debby se formó a partir de las costas de África el 21 de agosto de una onda tropical. Después de pasar cerca de las islas de Cabo Verde, Debby se movió constantemente en dirección noroeste por gran parte de su duración, alcanzando vientos máximos de 85 km/h. Fuertes cizalladuras debilitaron la tormenta disipando a Debby el 27 de agosto sobre la parte norte del océano Atlántico.
Al inicio de su formación, se pronosticó que Debby pasaría a través de las islas del sur de Cabo Verde como una tormenta tropical, potencialmente causando inundaciones mortíferas.

## Historia meteorológica

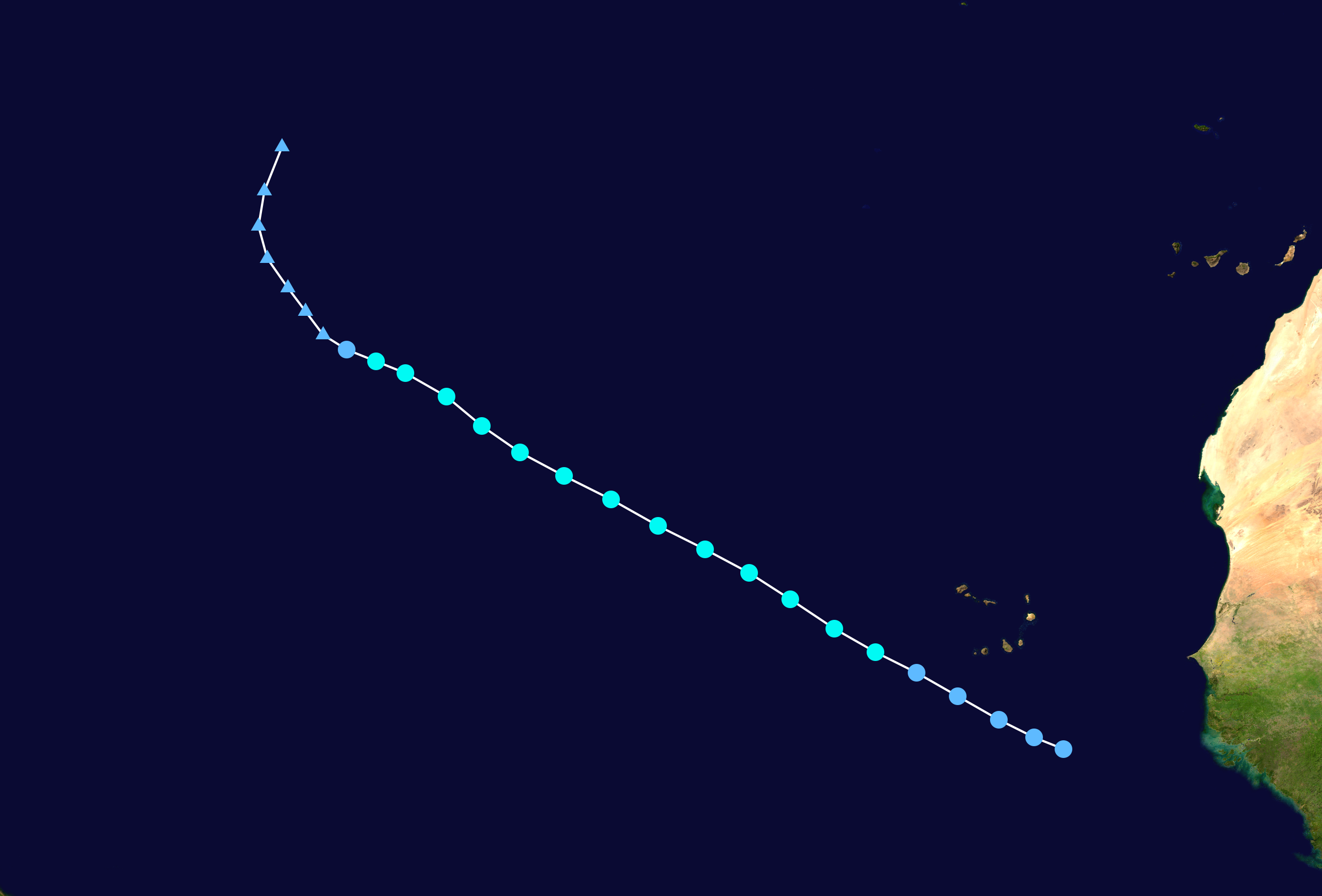
Trayectoria de la tormenta tropical Debby, perteneciente a la temporada de huracanes del Atlántico de 2006, siguiendo los colores de la escala de huracanes de Saffir-Simpson.